# بيل ليستير
بيل ليستير (بالإنجليزية: Bill Lester)‏ هو سائق سباق أمريكي، ولد في 6 فبراير 1961 في واشنطن العاصمة في الولايات المتحدة.

## وصلات خارجية
- الموقع الرسمي
- بيل ليستير على موقع Racing-Reference.info (الإنجليزية)